# Нифуроксазид
Нифуроксази́д — противомикробное лекарственное средство широкого спектра действия, применяемое при кишечных инфекциях.

## Свойства
Является производным 5-нитрофурана. По физическим свойствам: ярко-жёлтый кристаллический порошок, практически не растворим в воде, хорошо растворим в этаноле.

## История
Препарат был запатентован и продавался во Франции с 1964 года под торговой маркой «Эрцефурил». По истечении срока патентной защиты стал доступен в виде дженериков, в России более известен под наименованиями «Энтерофурил» производства Босналек (Босния и Герцеговина), «Стопдиар» производства Гедеон Рихтер (Венгрия), «Эрсефурил» производства Санофи-Авентис (Франция) и
«Экофурил» отечественного производства от АО «АВВА РУС».
В настоящее время, согласно данным Государственного реестра лекарственных средств (ГРЛС), всего в России зарегистрировано 23 дженерика нифуроксазида.
В 2000 году во Франции использование нифуроксазида было ограничено применением лишь в качестве добавки к регидратационной терапии. После переоценки соотношения польза/риск от применения препарата и длительных дискуссий между производителями и Французским медицинским агентством (FMA), использование нифуроксазида было запрещено по отношению к детям младше двух лет.
Ряд российских публикаций и исследований 2000-х и 2010-х гг. подтверждает эффективность препарата. Применение нифуроксазида у детей показало значительные улучшения в сравнении с применением других противомикробных препаратов, либо когда противомикробные препараты не применялись совсем. При этом не было выявлено значимых побочных, аллергических реакций. В настоящее время в российской медицинской практике Нифуроксазид применяется в составе комплексной терапии острых кишечных расстройств различной этиологии и входит в стандарты оказания медицинской помощи и клинические рекомендации. Утвержденная нижняя граница возраста для применения нифуроксазида для приема внутрь — 1 месяц.

## Фармакологическое действие
Блокирует активность дегидрогеназ и угнетает дыхательные цепи, цикл трикарбоновых кислот и ряд других биохимических процессов в микробной клетке. Разрушает мембрану микробной клетки, снижает продукцию токсинов микроорганизмами.
In vitro эффективен в отношении грамположительных (Staphylococcus spp., Streptococcus spp) и грамотрицательных (Salmonella spp., Klebsiella spp., Enterobacter spp., Escherichia coli, Shigella spp., Proteus spp., Haemophilus influenzae) микроорганизмов.
Как и другие нитрофураны, неэффективен в отношении Pseudomonas aeruginosa и Burkholderia cenocepacia.
По данным исследований не нарушает равновесие кишечной микрофлоры, восстанавливает эубиоз кишечника при острой бактериальной диарее, стимулирует репаративные процессы тонкого и толстого кишечника.
При инфицировании энтеротропными вирусами препятствует развитию бактериальной суперинфекции. При сочетанной вирусно-бактериальной этиологии течение острой кишечной инфекции характеризуется большей частотой колитического синдрома, тяжестью основных проявлений заболевания и более продолжительным его течением. В проведенном исследовании, было показано, что применение Нифуроксазида в комплексной терапии ОКИ сочетанной вирусно-бактериальной этиологии способствует сокращению длительности основных клинических проявлений заболевания, препятствует росту условно-патогенных микроорганизмов, а также обеспечивает полное уничтожение (эрадикацию) бактериальных патогенов в большинстве случаев.
Активирует иммунитет: повышает фагоцитоз и титр комплемента.
В терапевтических дозах препарат оказывает бактериостатическое действие, а в высоких — бактерицидное.
Абсорбция — низкая. Действует в просвете кишечника.

## Применение
В соответствии с фармакологической статьёй на препарат, область его применения ограничена диареей инфекционного генеза. Исследования и наблюдения пациентов показывают, что основными причинами кишечных инфекций являются бактерии. В мировой практике основным методом лечения инфекционной диареи считается регидратационная терапия, а не назначение противомикробных средств. Однако при этом в российской терапевтической практике при лечении инфекционных расстройств кишечника у детей и взрослых, сопровождающихся диареей, общей интоксикацией организма, вызванной заражением кишечника и ростом патогенной микрофлоры, используется комплексная терапия, включающая в себя не только регидратацию, но и антибактериальную терапию противомикробными препаратами. Что в клинических исследованиях показывает лучшие результаты в сравнении с применением только методов регидратации.
При лечении острой кишечной инфекции учитывают возраст, тяжесть заболевания, предболезненное состояние пациента, а также возможные побочные реакции и безопасность применения лекарственного средства.
Исследования последних лет показывают, что применение Нифуроксазида для лечения острых кишечных инфекций у детей приводит к более быстрому купированию абдоминального и диарейного синдромов и нормализации копроцитологических показателей При этом препарат обладает низким риском развития аллергических реакций и не приводит к дисбиозу кишечника.
В настоящее время Нифуроксазид входит в российские стандарты медицинской помощи и клинические рекомендации по лечению следующих заболеваний у взрослых и детей: при шигеллезе (дизентерии) легкой степени тяжести; при диарее и гастроэнтерите предположительно инфекционной этиологии легкой и средней степени тяжести; при острых кишечных инфекциях и пищевых отравлениях легкой и средней степени тяжести; при псевдотуберкулезе, иерсиниозе легкой и средней степени тяжести; при сальмонеллезе средней степени тяжести.

## Противопоказания и побочное действие
В России препарат не рекомендован к использованию в отношении новорождённых (до 1 месяца) и недоношенных детей. В качестве побочных эффектов применения нифуроксазида могут выступать аллергические реакции, поэтому препарат противопоказан при гиперчувствительности к его компонентам. Кроме этого, на протяжении курса лечения не рекомендуется одновременный приём алкоголя, из-за которого также могут возникать подобные симптомы.